# Al-Shafaq – Wenn der Himmel sich spaltet
Al-Shafaq – Wenn der Himmel sich spaltet ist ein Kinofilm der türkisch-schweizerischen Regisseurin Esen Işık aus dem Jahr 2019.
Nach ihrem mehrfach ausgezeichneten Langfilmdebüt Köpek – Geschichten aus Istanbul (2015) ist Al-Shafaq der zweite Film von Esen Işık. In den Hauptrollen spielen der z. B. aus der Serie 4 Blocks bekannte Kida Khodr Ramadan sowie Beren Tuna und Ismail Can Metin. Al-Shafaq wurde im Oktober 2019 an den Internationalen Hofer Filmtagen uraufgeführt. Der Titel „Al-Shafaq“ ist arabisch und bedeutet „Zwielicht/Dämmerung“.

## Handlung
Die Familie Kara, dominiert von dem Patriarchen und strenggläubigen Vater Abdullah, lebt schon lange in Zürich. Während ihr ältester Sohn Kadir und ihre Tochter Elif ihren Platz in der türkischen Familie wie auch der westlichen Welt gefunden haben, kämpft ihr jüngster Sohn Burak mit der fehlenden Anerkennung seines Vaters und seiner Suche nach einer Identität zwischen den Welten. Burak schwört der westlichen Welt ab und beginnt den Koran in das Zentrum seiner Weltanschauung zu stellen. Zunächst beeindruckt von der strenggläubigen Art ihres Sohnes, merken Abdullah und Emine zu spät, dass Burak ihnen bereits entglitten und auf dem Weg in den „Heiligen Krieg“ ist. Der Vater macht sich auf, im türkisch-syrischen Grenzgebiet seinen Sohn zu suchen.

## Kritik
„Wieder ein grosses, mehrstimmiges Werk. […] In «Al-Shafaq» wird der Vater, auf der Suche nach seinem Sohn, mit seiner Schuld konfrontiert, als er dem jungen Malik begegnet. Die ungewöhnlichen Umstände dieser Begegnung öffnen ihm die Augen und lassen allmählich eine kritische Haltung gegenüber seinem bedingungslosen, rigiden Glauben zu. Im Gegensatz zu ihm lebt und vertritt die Mutter eine andere Form des Glaubens, des Islam. – Eine für viele wohl heute noch ungewohnte Form, über den Islam und über Religion generell nachzudenken.“

„Der Film lebt von den Szenen in den Kleinfamilien, die, wie auch im Falle Maliks, vom IS zerrissen werden. Aber er lebt auch von den düsteren, hilflosen Blicken der Eltern (Kida Khodr Ramadan und Beren Tuna) und von der verschlossenen Miene Buraks (in seiner ersten Filmrolle: Ismail Can Metin). Was anhält, ist der Versuch, eine neue gültige Gleichung zu finden. Vielleicht diese: Sprechen gleich Vertrauen.“

„Esen Işık, die schweizerisch-türkische Regisseurin, erzählt so nuanciert, dass eine pauschale Einteilung in Gut und Böse unmöglich wird.“

„Der strenggläubige Patriarch, der seinen Sohn an den Islamischen Staat verloren hat, trifft auf ein kurdisches Waisenkind, dessen Eltern von ebendiesen Truppen getötet wurden: Andere hätten daraus ein sentimentales Roadmovie über eine ungewöhnliche Freundschaft fabriziert. Esen Işik meidet solchen Kitsch, indem sie die Chronologie ziemlich wild aufbricht.“

## Festivals & Nominationen
- Uraufführung an den 53. Internationalen Hofer Filmtagen, 2019
- Schweizer Filmpreis 2020: Nominiert in folgenden Kategorien:[6]
  - Beste Darstellerin  (Beren Tuna)
  - Beste Kamera (Gabriel Sandru)
- Nominiert als bester Film für den 'Prix de Soleure' der Solothurner Filmtage 2020